# 謝苡縥
謝苡縥（Hsieh Yi-chen，1990年9月25日—），原名謝千儀，外號「千千」，為台灣女子排球選手，曾任中華台北女子排球代表隊。2014年至2022年效力於企業排球聯賽高雄台電女子排球隊，位置為舉球員，背號11號。

## 成長背景
2008年畢業於國中、高中排球名校的謝苡縥，當時亦為亞青女排國手。但他並非一直留在球壇，大學期間因人生規劃，選擇就讀高雄醫學大學，由運動員身份轉往防護員的專業領域發展。2014年，台電前舉球員顏佩玲退役，因緣際會之下他被教練找回球場，同年度考進台電公司，並登上臺灣排球最高殿堂企業排球聯賽之舞台，隔年隨即回歸國家隊，參與亞錦賽為國效力。
直至2017年，謝苡縥就讀正修科技大學研究所，並於當學年度大專排球聯賽公開一級拿下最有價值球員一獎。同年度企業排球聯賽13年獲得最佳舉球員的榮譽，助球隊拿下例行賽、挑戰賽雙料冠軍。2021年，全運會助高雄市拿下金牌。
企業排球聯賽16年、企業排球聯賽17年身為隊長的謝苡縥，扛著台電連霸壓力，於退役前，帶領球隊獲得例行賽十連霸、挑戰賽六連霸。2022年，入選為2022年杭州亞運會培訓隊及2022年亞洲盃女子排球賽選手，並於亞洲盃賽後宣布退役，結束其排球生涯。

## 學歷
- 高雄市大寮區中庄國民小學
- 高雄市立前鎮國民中學
- 高雄市私立三信高級家事商業職業學校
- 高雄醫學大學 運動醫學系 學士
- 正修科技大學 休閒與運動管理學系 碩士

## 經歷
- 前鎮國中女子排球隊
- 三信家商女子排球隊
- 高醫大女子排球隊
- 正修科大女子排球隊
- 中華台北女子排球代表隊
- 企業排球聯賽高雄台電女子排球隊

## 所屬球隊得獎紀錄
- 2008年亞洲青年女子排球錦標賽 第二名[10]
- 2009年世界青年女子排球錦標賽 第五名[11]
- 2015年亞洲女子排球錦標賽 第四名[12]
- 2015年亞洲女子排球俱樂部錦標 第四名[13]
- 2016年亞洲東區女子排球錦標賽 第一名[14]、入圍教育部體育署最佳運動團隊傑出獎[15]
- 2017年亞洲女子排球俱樂部錦標 第五名[16][17]
- 2017年亞洲女子排球錦標賽 第六名[18][19]
- 2017世界錦標賽暨女子亞洲區資格賽 第三名[20][21]
- 2018年FIVB挑戰者盃資格賽 第二名[22]
- 2018年亞洲運動會 第九名[23]
- 2018年亞洲盃女子排球賽 第四名[24][25]
- 2020年東京奧運亞洲區女子排球資格賽 第四名[26]
- 2022年亞洲盃女子排球賽 第五名[27]